# Медаља за заслуге (СФРЈ)
Медаља за заслуге је било одликовање Социјалистичке Федеративне Републике Југославије. У рангу одликовања заузимала је посљедње, односно шесто мјесто у важносном редоследу медаља СФРЈ. Законом о одликовањима који је донијет децембра 1955. године, по први пут, описана је и Медаља за заслуге која је тим Законом предвиђена као одликовање за грађанске заслуге. Током установљења Медаље за заслуге формулисане су алтернативне намјене: "Нарочите политичке, научне и културне заслуге (без прецизирања на ком пољу) и заслуге у развијању и утврђивању мирољубљиве сарадње и пријатељских односа између Федеративне Народне Републике Југославије (ФНРЈ) и других земаља". Недуго потом ово је одмах исправљено, па је Медаља за заслуге намјењена: "За заслуге у извршењу повјерљивих задатака који доприносе пријатељским односима између ФНРЈ и других држава". Први статут Медаље за заслуге донијет је 1957. године. Новим Уставом од 1963. године Земља добија назив Социјалистичка Федеративна Република Југославија Југославија (СФРЈ). Овим уставом измијењен је грб. Умјесто пет бакљи које се спајају у један пламен као слмбол јединства пет народа Југославије (Срба, Хрвата, Словенаца, Македонаца и Црногораца), уметнута је шеста бакља која симболизује шест социјалистичких република уједињених у СФРЈ. Ова промјена у грбу довела је до измјене, од пет на шест буктиња код свих одликовања код којих буктиње постоје (у грбу и без њега- и у називу земље). Овим законом измјењена је одредба о доношењу статута медаље којим је прописано да статут (умјесто Савезног извршног вијећа) доноси предсједник Републике. Медаља се углавном додјељивала административно-техничком особљу које се налазило у пратњи страних делегација и у страним резиденцијама намијењеним шефовима држава. Од установљења па до 1985. године овом медаљом одликовано је 845 појединаца - већином странаца.

## Изглед медаље
Медаља за заслуге искована је од бакра и посребрена. После 1963. године производи се од патиниране легуре бакра и цинка - томбака. За основу има звијезду петокраку, између чијих се кракова укрштају два испреплетана вијенца. Медаљон је пречника 35мм. Постоје два модела Медаље за заслуге: Први модел у кругу на аверсу (предњој страни) има фигуру жене у народној ношњи, која у лијвој руци држи сноп ловорових гранчица, а у десној једну гранчицу. У средини иза фигуре налази се грб ФНРЈ (са пет буктиња), а около натпис: "ФЕДЕРАТИВНА НАРОДНА РЕПУБЛИКА ЈУГОСЛАВИЈА" исписан латиничним писмом. На реверсу (задњој страни) у средини круга, налази се вертикална ловорова гранчица са пет листова и четири плода, а уз ивицу горњег дијела медаљона натпис: "ЗА ЗАСЛУГЕ" исписан такође латиничним писмом. Како се назив државе и грба промијенио 1963. године, израђен је други модел медаље истог облика и пречника са редизајном аверса медаљона у коме је (грб са шест буктиња) и натпис около руба медаљона "СОЦИЈАЛИСТИЧКА ФЕДЕРАТИВНА РЕПУБЛИКА ЈУГОСЛАВИЈА" исписан латиничним писмом. Овај модел медаље има двије врсте ушица које су налемљене на медаљон - уздужно и попречно. И код овог модела како у материјалу израде тако и у пречнику па и дебљини има разлике. Пречника је 34,5мм и стандардни 35мм, а дебљина рубова 3мм и највишег испупчења 3,2мм као и 2,5 односно Змм. Код свих модела медаљона варира и тежина па се креће од 23 грама до 26 грама зависно од периода и алата у којем је медаљон искован. Оба модела Медаље, као и варијанте, висе на троугласто сложеној траци свијетлоплаве боје ширине 35-40мм. Медаља за заслуге носи се на лијевој страни груди.